# Glaciar de la Brenva
El glaciar de la Brenva es el cuarto glaciar del valle de Aosta (Italia); se encuentra en val Veny. A su alrededor se encuentran las cimas del macizo del Mont Blanc. El glaciar se sitúa a la altura de la aiguille Blanche de Peuterey y de la aiguille Noire de Peuterey.
Está considerado como la cascada de hielo más alta de los Alpes puesto que, desde la cima del mont Blanc, desciende hacia el valle de Veny, a 1.300 metros de altura, con un desnivel de 3.500 metros. Dos deslizamientos de tierra ocurridos en 1920 y 1997 han cubierto el fondo.
De este glaciar nace el río Dora Baltea, un afluente del río Po de 160 km que es el río principal del valle de Aosta.